# Crespin (Nord)
Crespin település Franciaországban, Nord megyében. Lakosainak száma 4541 fő (2022. január 1.). Crespin Saint-Aybert, Thivencelle, Quarouble, Quiévrechain és Quiévrain községekkel határos.
Vasútállomása Gare de Blanc-Misseron.

## Népesség
A település népességének változása:
| Lakosok száma | 4476 | 4471 | 4577 | 4532 | 4514 | 4495 | 4481 | 4515 | 4541 |
|               | 2013 | 2015 | 2016 | 2017 | 2018 | 2019 | 2020 | 2021 | 2022 |